# Phare de l'île Tabón
Le phare de l'île Tabón  (en espagnol : Faro Isla Tabón) est un phare actif situé sur l'île Tabón, (Province de Llanquihue), dans la région des Lacs au Chili.
Il est géré par le Service hydrographique et océanographique de la marine chilienne dépendant de la Marine chilienne.

## Histoire
l'île Tabón est une île de la commune de Calbuco faisant partie de l'archipel de Calbuco dans le Seno de Reloncaví.
Le phare est situé à l'extrémité ouest de l'île et marque l'entrée du golfe d'Ancud.

## Description
Le phare est une  tour cylindrique, avec une galerie et une petite lanterne de 13 m de haut. La tour est peinte en blanc avec une bande rouge. Il émet, à une hauteur focale de 73 m, un éclat blanc par période de 10 secondes. Sa portée est de 10 milles nautiques (environ 19 km).
Identifiant : ARLHS : CHI-049 - Amirauté : G1684 - NGA : 111-1656 .

## Caractéristique dufeu maritime
Fréquence : 10 secondes (W)
- Lumière : 0.7 seconde
- Obscurité : 9.3 secondes

### Lien connexe
- Liste des phares du Chili